# Колізійні норми
Колізійні норми — є різновидом спеціалізованих правових норм, що встановлюють правила вибору правової норми права, яка підлягає застосуванню при наявності розбіжності між нормами права, які регулюють однакові фактичні обставини.

## Предмет регулювання колізійних норм
Предмет регулювання колізійних норм є досить складним, що зумовлює наявність двох протилежних позицій щодо його визначення:
- колізійні норми не мають самостійного предмета, оскільки це є різновид спеціальних норм, що мають опосередкований характер та створюють необхідні умови для реалізації регулятивних та охоронних норм;
- колізійні норми мають самостійний предмет, який складають варіанти поведінки суб'єктів у сфері правореалізації шляхом закріплення правил подолання колізій та прогалин у праві.

## Зміст колізійної норми
- інтелектуальний зміст — характеризується як намір законодавця визначити модель усунення конфлікту, що виникає у процесі реалізації правових норм;
- вольовий зміст;— характеризує владне значення колізійних норм, що усувають протиріччя між приписами, які мають владний характер;
- нормативно-юридичний зміст, який складають визначені суспільні відносини, система юридичних фактів, а також правила застосування приписів у разі їх суперечності.

## Види колізійних норм
Неоднорідність та різнозначність колізій зумовлює специфіку колізійних норм, що існують у таких різновидах:
1. Темпоральні колізійні норми, які спеціалізуються на розв'язанні колізій між нормами, прийнятими у різний час з одного і того ж питання. Темпоральні норми встановлюють загальний колізійний принцип, винятки з нього та загальну його конкретизацію.
Так, часто такі норми закріплюють відомий принцип, згідно з яким у разі існування неузгодженості між нормами, виданими у різний час, застосовується акт, виданий пізніше, навіть якщо прийнятий раніше акт не втратив своєї чинності. Тобто «наступний закон з того ж питання скасовує дію попередніх».
У деяких випадках застосування цього правила становить труднощі, обумовлені необхідністю встановлення критерію, за допомогою якого один акт може бути визначений як наступний відносно іншого. Існують альтернативні позиції, що «наступним» слід вважати акт, який прийнятий пізніше, та акт який набув чинності пізніше. Відповідно «попереднім» вважається акт, який або був прийнятий раніше, або набув чинності раніше.
2. Просторові колізійні норми — забезпечують ліквідацію колізій між приписами, що діють у різних просторових межах та зумовлюються незбіганням меж дії суспільних відносин та норм, що їх регулюють, внаслідок зміни меж правового регулювання шляхом звуження чи розширення сфери відносин, що регулюються за допомогою права (йдеться про міждержавні та внутрішньодержавні просторові колізії).
3. Ієрархічні колізійні норми — забезпечують усунення колізій, що виникають між правовими нормами, які мають різну юридичну силу. Ці норми є засобом забезпечення субординації приписів у межах правової системи.
Такі норми зазвичай містять правило, що у разі існування неузгодженості між актами, виданими одним і тим самим органом чи різними органами, але які мають різну юридичну силу, застосовується акт вищої юридичної сили. Наприклад, у випадку суперечності норм закону та Конституції України, які прийняті Верховною Радою України, колізія вирішується на користь Конституції, яка має найвищу юридичну силу. Такі норми вирішують і колізії між нормами національного законодавства і ратифікованих державою міжнародних договорів — в разі, якщо ці колізії вважаються різновидом ієрархічних колізій — і зазвичай віддають перевагу нормам міжнародних договорів.
4. Норми, що розв'язують колізії між загальною та спеціальною нормою.
5. Норми, що розв'язують колізії між кодексом та некодифікованим актом.

## Склад колізійних норм
Особливості змісту колізійних норм об'єктивно зумовлюють їх організацію з двох частин — гіпотези та диспозиції, що і визначають особливості структури цього різновиду норм.
У Міжнародному приватному праві, закон про яке існує і в Україні (ЗУ «Про міжнародне приватне право»), традиційно вважається, що колізійна норма складається з двох частин:
1. Обсягу. Обсяг колізійної норми вказує на правовідносини цивільно-правового характеру з іноземним елементом, які потребують врегулювання і до яких ця норма застосовується. Обсяг колізійної норми відбиває ту різноманітність суспільних відносин, які виникають в процесі міжнародних контактів громадян і юридичних осіб. Ці відносини неможливо підпорядкувати дії лише обмеженого числа колізійних норм, вони потребують диференціації з урахуванням сфери їх дії, яку визначає обсяг колізійної норми.
2. Прив'язки. Прив'язка — це частина колізійної норми, яка містить вказівку на закон, який підлягає застосуванню до даного виду правовідносин.

## Просторові колізійні норми
Просторові колізійні норми — правила, що встановлюють, право якої держави повинно бути застосованим або принцип, за яким шукати застосовне право щодо відповідного правовідношення, ускладненого іноземним елементом. Такі норми, відомі законодавству будь-якої держави світу й існують у міжнародних договорах.
Просторові колізії з'являються, коли правовідносини, права, обов'язки учасників цих правовідносин по-різному регулюються на різних територіях однієї держави або на території різних держав. Наприклад, Француз, що проживає в Англії, помер, залишивши заповіт на нерухомість, яка знаходиться у Франції, на користь англійця. Цей заповіт недійсний за французькими законами, а успадковувати буде французький громадянин. Постає питання: у межах якої правової системи (Англії чи Франції) повинно вирішуватися питання успадкування нерухомості? Засобом подолання таких колізій і є просторові колізійні норми. Вирішивши проблему вибору правової системи, не виникає проблем із застосуванням конкретних правових норм, спрямованих на врегулювання відносин спадкування.
Колізійні норми такого типу складають підсистему так званого міжнародного приватного права. Подібні норми можуть використовуватися і для подолання внутрішньодержавних просторових колізій.

## Типи колізійних прив'язок норм міжнародного приватного права
1. Особистий закон фізичної особи;
2. Особистий закон юридичної особи;
3. Закон місця знаходження речі;
4. Закон місця укладення договору;
5. Закон місця виконання договору;
6. Закон місця вчинення правопорушення;
7. Закон суду розгляду справи;
8. Закон прапора.

Зустрічаються також і деякі інші формули прикріплення, наприклад закон валюти боргу, закон укладення шлюбу і т. д.
Види колізійних прив'язок
1. Односторонні — тут у прив'язці прямо вказується право конкретної держави, що підлягає застосуванню. Як правило, це завжди право країни походження відповідної колізійної норми.
2. Двосторонні — це колізійні норми, які формулюють правило, за яким визначається право, що підлягає застосуванню до право-відносин з «іноземним елементом». Наприклад, норма статті 34 Закону України «Про міжнародне приватне право»: «Порядок видачі, строк дії, припинення та правові наслідки припинення довіреності визначаються правом держави, у якій видана довіреність».

За способом регулювання в міжнародному приватному праві:
- Імперативні — носять незаперечний характер, відхід від них карається відповідальністю.
- Диспозитивні — норми, які, встановлюючи загальне правило про вибір права, залишають сторонам можливість відмовитися від нього, замінити іншим правилом. Вони діють стільки, скільки сторони своєю угодою не домовилися про інше правило.
- Альтернативні — визначають декілька варіантів вирішення колізії, сторони можуть обрати один з них. Норми, що передбачають кілька правил за вибором права для даного, тобто зазначеного в обсязі цієї норми, приватного правовідносини. Правозастосовні органи, а також сторони можуть застосувати будь-яке з них.

## Колізійні норми у міжнародному приватному праві
Колізійна норма у міжнародному приватному праві - це норма, що визначає право якої держави може бути застосоване до правовідносин з іноземним елементом.
Структура колізійної норми:
1) обсяг - вказівка, яка міститься в нормі, на правовідносини з іноземним елементом, до яких ця норма застосовується;
2) прив'язка - вказівка на право, яке підлягає до даного правовідношення.
Головним завданням колізійної норми є встановлення права.
Види колізійних норм:
1. За джерелами права:

- національно-правові (внутрішні) - встановлюються національним законодавством кожної окремої держави;
- міжнародні - встановлюються міжнародними угодами та міжнародними організаціями з метою координації правил вибору закону в міжнародних приватноправових справах.
2. За формою колізійної прив'язки:
- 1-сторонні - у прив'язці прямо вказано право конкретної держави, що підлягає застосуванню, тобто право країни походження відповідної колізійної норми;
- 2-сторонні - формулюється правило, за яким визначається право, що підлягає застосуванню по правовідносин з іноземним елементом.
3. За кількістю прив'язок:
- прості = 1 обсяг + 1 прив'язка;
- складні = декілька прив'язок.
4. За формою вираження волі законодавця:
- імперативні - норми не можуть бути змінені за розсудом сторін правовідносин;
- диспозитивні - сторони мають право замінити/відмовитися від норми;
- альтернативні - в обсязі вказано кілька правил по вибору права;
- кумулятивні - в одних правовідносинах застосовується кілька прив'язок.